# Schlosser-Base
Die Schlosser-Base, auch Lochmann-Schlosser-Base oder LICKOR-Base genannt, ist eine superbasische Mischung aus Kalium-tert-butanolat und Butyllithium im Mischungsverhältnis 1:1, mit einer Elektronegativität von 0,82 nach Pauling.

## Reaktivität
Die hohe Basizität dieser Mischung wird in der synthetischen (metall-)organischen Chemie genutzt, um reaktive anionische Verbindungen herzustellen. Beispielsweise ist mit dieser Superbase die Herstellung von Benzylkalium aus Toluol möglich. Auch Benzol und cis/trans-2-Buten werden metalliert.
Während die oben genannten organischen Verbindungen nicht mit Kaliumalkoxiden und nur langsam mit Alkyllithium-Basen reagieren, verläuft die Reaktion mit einer Mischung schnell. 
Die Reaktivität der Schlosser-Base ist nicht mit jener isolierter Alkylkalium-Verbindungen identisch.